# Antonín z Magni
Antonín z Magni (německy Anton von Magnis, 27. května 1785 Bożków – 6. února 1861 tamtéž) byl slezský šlechtic, hrabě z rodu Magnisů, velkostatkář a průmyslník.

## Život

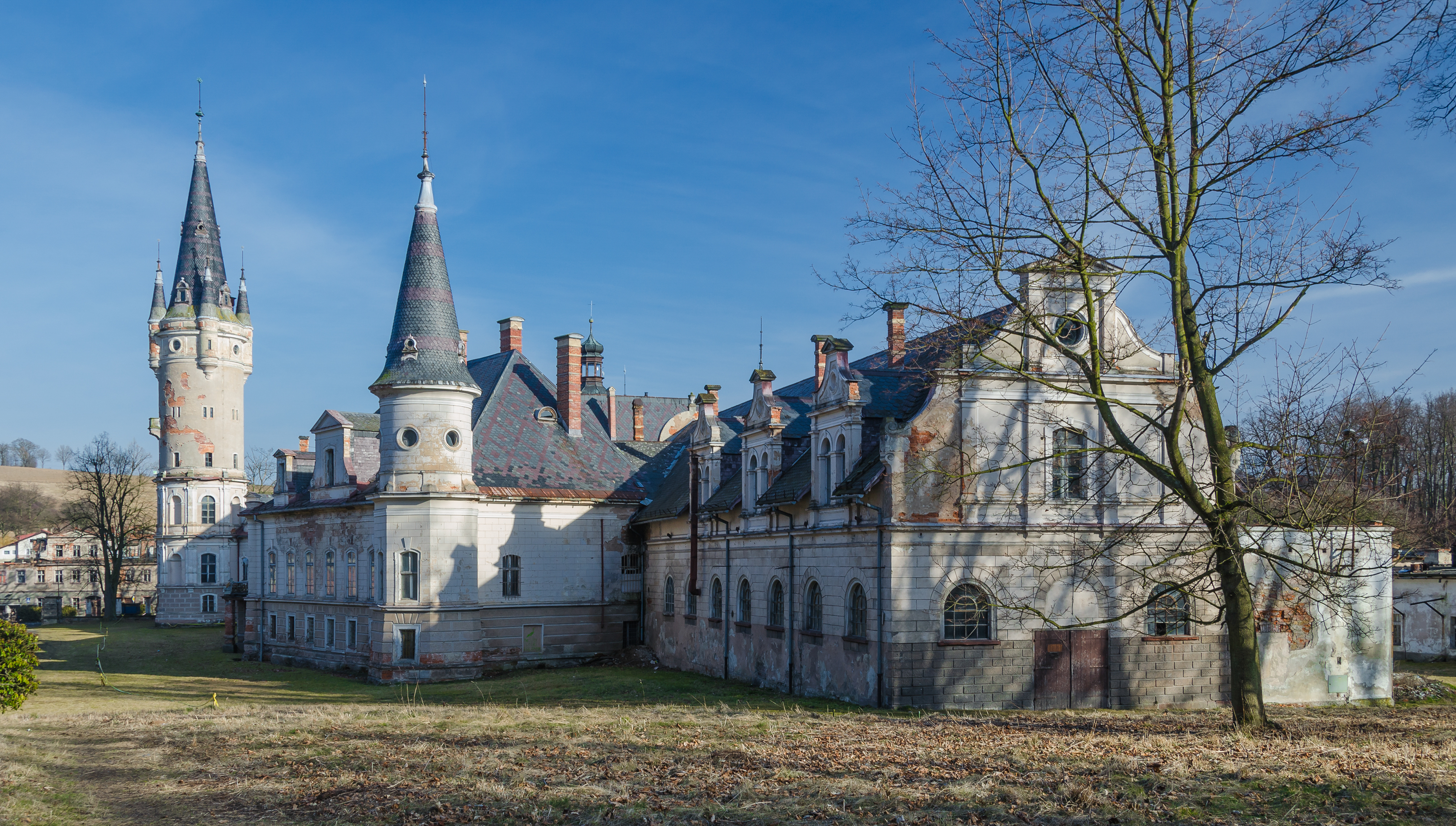
Zámek v Božkově - hlavní sídlo rodu Magnisů

Narodil se v roce 1785 jako nejstarší syn Antonína Alexandra a jeho manželky Antonie Alexandry Luisy z Götzenu.
Po otcově smrti se s bratrem Bedřichem Vilémem dohodli na rozdělení dědictví. Antonínovi po dohodě s bratrem připadla panství Božkov, Nová Ruda, Střední Stínavka, Vambeřice, Červenčice, Vojeboř a Voliboř, zatímco bratr Bedřich Vilém zdědil rodové panství v Kladských Oldřichovicích.
Spolu s bratrem navázali na otcovu práci a pokračovali v hospodaření. V roce 1835 mj. rozšíření cukrovaru v Božkově.

### Manželství a potomstvo
V roce 1820 se ve Vídni oženil s Žofií ze Stadion-Warthausenu. Měli spolu dvě děti.
- 1. Vilém Arnošt Adolf (2. 4. 1828 Eckersdorf – 23. 1. 1888 tamtéž), manž. 1859 Gabriela Deymová ze Stříteže (20. 8. 1839 – 28. 9. 1920 Eckersdorf)[5]
- 2. Žofie (8. 10. 1835 Drážďany – 17. 5. 1884 Merano), manž. 1856 hrabě Karel Eduard z Oppersdorfu (4. 6. 1834 Horní Hlohov – 3. 3. 1865 Lasocice)[6]

V roce 1848 zdědil hlavní rodový majetek moravské linie rodu Magnisů ve Strážnici. Zemřel v roce 1861 na rodovém zámku v Božkově.